# With Oden on Our Side
| Críticas profissionais | Críticas profissionais |
| Avaliações da crítica  | Avaliações da crítica  |
| Fonte                  | Avaliação              |
| ---------------------- | ---------------------- |
| About.com              | link                   |
| Allmusic               | link                   |
| Blabbermouth.net       | link                   |
| The Metal Observer     | link                   |
| AbsolutePunk           | link                   |

With Oden On Our Side (inglês: "Com Odin ao Nosso Lado") é o sexto álbum da banda de death metal melódico Amon Amarth, lançado em 2006 pela gravadora Metal Blade Records.

## Faixas[1]
1. "Valhall Awaits Me" - 04:43
2. "Runes To My Memory" - 04:32
3. "Asator" - 03:04
4. "Hermod's Ride To Hel - Lokes Treachery Part 1" - 04:40
5. "Gods Of War Arise" - 06:02
6. "With Oden On Our Side" - 04:34
7. "Cry Of The Black Birds" - 03:49
8. "Under The Northern Star" - 04:17
9. "Prediction Of Warfare" - 06:36

## Créditos
- Johan Hegg - vocal
- Olavi Mikkonen - guitarra
- Johan Soderberg - guitarra
- Ted Lundström - baixo
- Frederik Andersson - bateria